# Terry Rymer

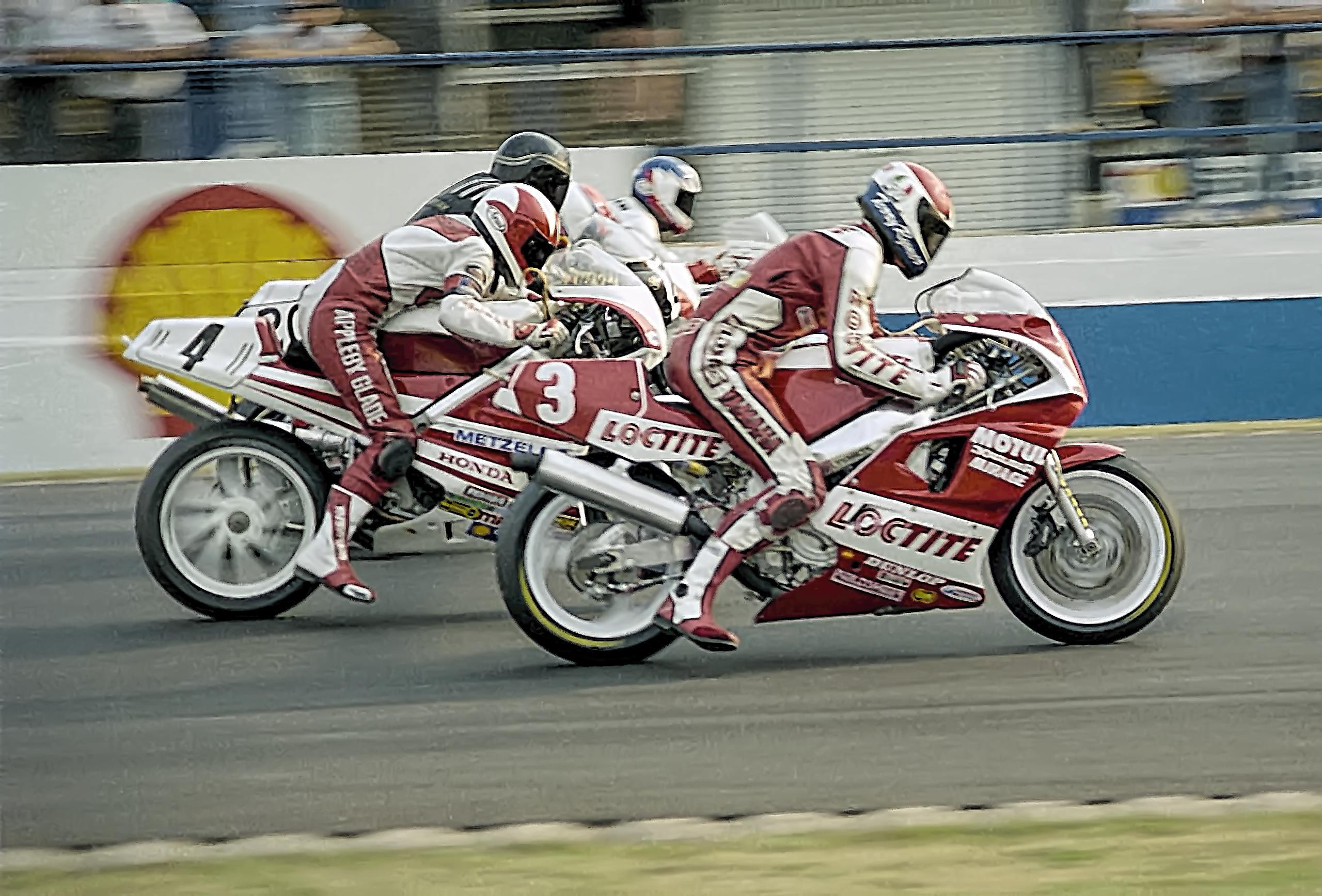
Terry Rymer (links) en Carl Fogarty in de Formule TT op Donington Park in 1989.

Terence William Rymer (Folkestone, 28 februari 1967) is een Brits voormalig motorcoureur en autocoureur.

## Carrière
In 1985 werd Rymer kampioen in de 250 cc- en 350 cc-klasses van het BMCRC Production Championship. Ook behaalde hij dat jaar de titel in het KRC 250-350 Production Championship. In 1987 won hij een aantal nationale races. In 1988 begon hij zijn professionele motorsportcarrière en nam hij deel aan internationale evenementen. Zo debuteerde hij dat jaar in het wereldkampioenschap superbike op een Honda in de laatste vier raceweekenden. Hij behaalde een podiumplaats in Estoril en werd met 32,5 punten tiende in het klassement.
In 1989 reed Rymer voor Yamaha zijn eerste volledige seizoen in het WK superbike. In het openingsweekend op Donington behaalde hij twee podiumplaatsen en in het laatste weekend op Manfeild won hij zijn eerste race in het kampioenschap. Hiermee werd hij de eerste Brit die een WK superbike-race won. Met 134 punten werd hij zevende in de eindstand. Ook werd hij dat jaar tweede in het Britse Formule TT-kampioenschap. In 1990 won hij de titel in het Brits kampioenschap superbike. Ook reed hij dat jaar wederom in het WK superbike. Hij behaalde een podiumplaats op Brainerd en won opnieuw een race op Manfeild. Met 158 punten werd hij wederom zevende in de eindstand.
In 1991 won Rymer geen races in het WK superbike, maar behaalde hij wel een podiumplaats op Donington en twee op Mugello. Met 162 punten werd hij zesde in het kampioenschap. In 1992 richtte hij zich op het FIM Endurance World Championship (EWC), dat hij samen met Carl Fogarty voor Kawasaki wist te winnen. In dit kampioenschap won hij onder meer de 24 uur van Le Mans Moto met Fogarty en Michel Simul en de Bol d'Or met Fogarty en Steve Hislop. Ook reed hij in enkele WK superbike-races voor Kawasaki en Ducati, met een negende plaats op Albacete als beste resultaat. Verder debuteerde hij dat jaar in de 500 cc-klasse van het wereldkampioenschap wegrace in zijn thuisrace op een Harris Yamaha, waarin hij zesde werd.
In 1993 werd Rymer kampioen in de superbike-klasse van het Europees kampioenschap wegrace op een Yamaha. Ook reed hij een volledig seizoen in het WK superbike. Twee vijfde plaatsen op Brands Hatch en Estoril waren zijn beste resultaten en hij werd met 116 punten achtste in het klassement. In 1994 won hij wederom de 24 uur van Le Mans Moto voor Kawasaki, ditmaal samen met Adrien Morillas en Jean-Louis Battistini. Verder behaalde hij een podiumplaats in het WK superbike in Hockenheim en werd zo met 106 punten tiende in de eindstand. Ook behaalde hij zijn beste resultaat ooit in de 8 uur van Suzuka met een tweede plaats, die hij deelde met Scott Russell. In 1995 reed hij een aantal races in het WK superbike voor Bimota, Ducati en Honda, maar hij beschikte niet over het juiste materiaal en hij kwam niet tot scoren. Een zestiende plaats op Brands Hatch was zijn beste resultaat. Wel won hij voor Kawasaki zijn tweede Bol d'Or, samen met Battistini en Jehan d'Orgeix.
In 1996 keerde Rymer terug naar het Brits kampioenschap superbike, waarin hij voor Ducati reed. Hij won vijf races: twee op Brands Hatch en een op zowel Donington Park, het Thruxton Circuit en Oulton Park. Met 227 punten werd hij achter Niall Mackenzie en James Whitham derde in het klassement. Verder keerde hij terug in het WK 500 cc bij het fabrieksteam van Suzuki als vervanger van de geblesseerde Daryl Beattie in zeven races, waarin een zevende plaats in de TT van Assen zijn beste resultaat was. In 1997 reed hij in het Brits kampioenschap superbike op een Kawasaki. Hij behaalde zeven podiumplaatsen, maar won geen races, waardoor hij met 203 punten zevende werd in de eindstand. Hiernaast behaalde hij zijn derde zege in de Bol d'Or met Brian Morrison en D'Orgeix.
In 1998 stapte Rymer binnen het Brits kampioenschap superbike over naar een Suzuki. Hij won een race op het Snetterton Motor Racing Circuit en stond in drie andere races op het podium. Met 242 punten werd hij vijfde in het klassement. Ook reed hij in de twee Britse weekenden van het WK superbike, waarin hij enkel met een vijftiende plaats op Donington een punt scoorde. Verder won hij samen met Morrison en Peter Goddard de Bol d'Or voor Suzuki. In 1999 werd hij, samen met D'Orgeix, voor de tweede keer kampioen in het EWC, en won hij zijn vijfde Bol d'Or samen met D'Orgeix en Christian Lavieille.
Na het seizoen 1999 stopte Rymer als motorcoureur en ging hij verder in de autosport. In 2000 reed hij in het Britse GT-kampioenschap in een Porsche 911 GT2 in de GT-klasse. Na een weekend stapte hij over naar de GTO-klasse, waarin hij in een Porsche 911 GT3 reed. In deze klasse behaalde hij twee zeges op Silverstone en een op Snetterton en werd hij met 91 punten vierde in de eindstand. In 2001 nam hij deel aan de European Le Mans Series in een Porsche 911 GT3, waarin hij op het Autodromo Vallelunga een podiumplaats behaalde. Met 74 punten werd hij vijfde in het kampioenschap. In 2002 reed hij in de 12 uren van Sebring, maar kwam hierin niet aan de finish. Na dit jaar beëindigde hij definitef zijn carrière als coureur en ging hij aan de slag als motorsportcommentator bij de Britse versie van Eurosport. Tevens werd hij de manager van een aantal motorcoureurs.